# Palm muting
Palm-muting (с англ. — «глушение ладонью») — техника игры на гитаре и бас-гитаре, выполняемая путём касания ребра ладони струн вблизи струнодержателя, тем самым создавая приглушённое звучание. Название приёма не стоит воспринимать буквально, так как глушение обычно выполняется ребром ладони, а не её внутренней стороной.

## Описание
Глушение ладонью — стандартная техника, используемая в исполнении на классической гитаре (называется пиццикато и обозначается, как pizz) и электрогитаре. Глушение ладонью настолько широко используется, что является идиомой в хеви-метале, особенно в трэш-, спид- и дэт-метале, но также эта техника часто встречается в любом жанре, использующем электрогитару с эффектом перегрузки. Она отвечает за характерное «урчание» звука в перегруженной гитарной музыке. Глушение ладонью также может быть использовано в сочетании с вау эффектом, чтобы создать отличительный царапающий звук, который часто можно услышать в фанке и диско.
Глушение ладонью также используется среди басистов, чтобы получить теплый, «глухой» тембр, иногда похожий на звук контрабаса.
На некоторых электрогитарах (в отдельных модификациях гитары Fender Jaguar, ряд моделей Gretsch и других) имеется механизм, при включении которого к струнам прижимается сурдина. Таким образом, можно получать такой же звук, как при игре приёмом palm muting, не прижимая при этом ладонь к струнам. Главное правило при игре этим приёмом — не допустить чересчур яркого звучания, но и совсем заглушать струны не следует.

## Техника исполнения приёма
Существует много способов выполнения глушения ладонью, но, как правило, признаются:
- Приложенное давление. Величина приложенного давления значительно изменяет звук.
- Лёгкое касание создаёт лёгкое глушение, тем самым выражая более полный звук.
- Сильное давление рукой создаёт сильное глушение, повышается стаккато-эффект, добавляется перкуссия, и ноты становятся менее узнаваемыми. Конечно, при некотором усилении сильно приглушенные ноты звучат тише, чем слегка приглушенные, но, учитывая достаточную компрессию, уровни громкости становятся одинаковыми и сильно приглушенные ноты звучат менее грязно, с меньшим количеством обертонов, чем слегка приглушенные.
- Положение рук. Самый распространенный способ — располагать ребро ладони играющей руки у бриджа, глуша струны, когда это необходимо. Движение руки дальше от бриджа или ближе к нему сильно меняет эффект. Перемещение руки ближе к бриджу делает глушение легче. Перемещение руки дальше от бриджа (в сторону грифа) делает глушение жёстче. Стоит обратить внимание на то, что прислонение ладони к бриджу (не считая выполнения данной техники), как правило, считается плохой практикой среди гитаристов по следующим причинам:
  - Эргономичность: как правило, не очень удобно играть таким образом. Чтобы ребро ладони было строго параллельно бриджу, нужно совершать лишние движения, что затрудняет исполнение множества техник;
  - Коррозия металлических частей: во время игры руки часто потеют. Пот вступает в контакт с металлическим бриджем и ускоряет его коррозию. Металлические струны тоже корродируют, но они считаются расходным материалом, в отличие от бриджа;
  - Влияние тремоло-системы: при использовании таковой (например, Floyd Rose) давление на бридж может повлиять на строй гитары.
- Количество усиления.
- Приглушенные ноты / аккорды. Как правило, полные аккорды (с 3 нотами) при усилении и использовании эффекта искажения звучат грязно и теряют свою чёткость, в отличие от отдельных нот и пауэр-аккордов.[1] Глушение ладонью таких аккордов помогает решить эту проблему, давая нотам более мягкий звук.

Глушение ладонью является базисом для многих других техник, особенно характерных для электрогитар, таких как свиповый или переменный штрих, даунстрок.

## Нотация
В гитарных табулатурах и нотах глушение ладонью обозначается «P.M.» или «PM», а штриховая или пунктирная линия на протяжении фразы — длительность глушения. Если высоты приглушенных нот различимы, номера ладов пишутся, иначе вместо номера лада ставится «Х» (Если стоит «Х» вместо номера лада, но нет обозначения PM, это обычно означает, что надо приглушить струну, используя руку, зажимающую лады.)
```
  P.M.------------|
e |------------------|
B |--8-------8-------|
G |--7-------7-------|
D |--6-------6-------|
A |--7-------7-------|
E |----0-0-0---0-0-0-|
```

## Образцы записи
Одной из первых песен тяжелой музыки с данной техникой стала песня 1968 года Born to Be Wild группы Steppenwolf
В одной из популярных песен «Basket Case» группы Green Day используется глушение ладонью, где пауэр-аккорды то акцентируются, то приглушаются, чтобы создать ощущение энергии и крайней необходимости.
```
     > PM--------| >  PM-| < PM--| >      PM-| < PM- > PM>  PM-| < PM--| <
  d# |-----------------|-------------------|-----------------|-------------------|
  A# |-----------------|-------------------|-----------------|-------------------|
  F# |-9---------------|-------------------|-----6-----6-----|-------------------|
  C# |-9-9-9-9-9-9-9-9-|-----9-------9-x-x-|-6-6-6-6-6-6---6-|-----6-------6-x-x-|
  G# |-7-7-7-7-7-7-7-9-|-9-9-9-9-9-9-9-x-x-|-4-4-4-4-4-4-6-6-|-6-6-6-6-6-6-6-x-x-|
  D# |---------------7-|-7-7-7-7-7-7-7-x-x-|-------------4-4-|-4-4-4-4-4-4-4-x-x-|
```

Более агрессивные стили глушения ладонью начали использоваться в трэш-метале в середине-конце 1980-х годов такими группами, как Metallica, Slayer, Anthrax, Megadeth и другими. Техника слилась с быстрым переменным штрихом и высоким коэффициентом усиления, создавая ударный эффект. Другое использование глушения ладонью можно услышать в постпанк-группах, таких как Gang of Four и Talking Heads, а также среди современных музыкантов, таких как Исаак Брок из Modest Mouse.